# Jhonnatan Botero
Jhonnatan Botero Villegas (El Retiro, 27 de abril de 1992) es un ciclista colombiano de Ciclismo de montaña. Entre sus logros más importantes se identifican la medalla de oro por equipo en los Juegos Olímpicos de la Juventud Singapur 2010.
Ocupa el quinto puesto en ciclismo de montaña de los Juegos Olímpicos de Río de Janeiro 2016.

## Trayectoria

### Inicios
Su pasión por el ciclismo comenzó a una edad temprana. Botero siempre iba a la escuela en bicicleta, en el municipio antioqueño de El Retiro, su pueblo natal. Además, cuando entró en la universidad, nunca dejó de entrenar antes de ir a clase, por lo que siempre estuvo en contacto con una bicicleta.
Sus inicios en el ciclismo de montaña se deben en parte a su tío, John Jairo Botero, quien, viviendo en Italia, era un apasionado de este deporte.
Con el apoyo de su entrenador, Héctor Pérez, inició su carrera rumbo a los Juegos Olímpicos de la Juventud de Singapur en 2010.

### Participación en competencias
La trayectoria deportiva de Jhonnatan Botero se identifica por su participación en los siguientes eventos nacionales e internacionales:
Juegos Olímpicos de la Juventud
Fue reconocido su triunfo por ser la segunda medalla de oro de Colombia en los Juegos Olímpicos de la Juventud de la selección de Colombia en los juegos de Singapur 2010.
Su desempeño en la primera edición de los juegos, se identificó por ser el segundo deportista con una medalla dorada entre todos los participantes colombianos del evento, al obtener el 17 de agosto el triunfo sobre el equipo de Italia, gracias a su desempeño en el Ciclomontañismo.
Juegos Olímpicos de Río de Janeiro 2016
Botero tuvo una gran participación en el Ciclomontañismo de los Juegos Olímpicos de Río de Janeiro, donde ocupó un quinto lugar y le brindó a Colombia el vigesimosegundo diploma olímpico de esta competencia deportiva.
Campeonato Panamericano de MTB, Colombia
Durante este evento, celebrado en el año 2018, Botero obtuvo la medalla de oro en la prueba de relevos por equipos, junto con la participación de sus compañeras de equipo Valentina Abril y Leydy Mera.
Durante esta competencia, celebrada en la ciudad de Pereira, Risaralda, el segundo lugar fue ocupado por el equipo de Costa Rica y el tercero por México.
Campeonato Panamericano de MTB, Puerto Rico
En el año 2021, Botero participó en el Campeonato Panamericano de Ciclismo de Montaña (MTB), celebrado en Salinas (Puerto Rico), obteniendo el segundo lugar, detrás del mexicano Gerardo Ulloa.

## Palmarés

### Juegos Olímpicos
- Río de Janeiro 2016
  - 5.º  en ciclismo de montaña

### Campeonatos Panamericanos
- Guatemala 2010
  -  Oro en relevos mixtos
  -  Oro en categoría Junior de ciclismo de montaña

- San Miguel de Tucumán 2013
  -  Oro en ciclismo de montaña Sub-23

- Londrina 2014
  -  Oro en ciclismo de montaña Sub-23

- Pereira 2018
  -  Oro en relevos mixtos (con Valentina Abril y Leidy Mera)

- Salinas 2021
  -  Plata en ciclismo de montaña

### Juegos Centroamericanos y del Caribe
- Barranquilla/Cali 2018
  -  Plata en ciclismo de montaña

### Juegos Olímpicos de la Juventud
- Singapur 2010
  -  Oro por equipos en ciclismo de montaña (con Jessica Legarda, Brayan Ramírez y David Oquendo)

### Juegos Bolivarianos
- Santa Marta 2017
  -  Bronce en ciclismo de montaña

### Campeonatos en Colombia
- 2014
  -  Oro en ciclismo de montaña
- 2015
  -  Oro en ciclismo de montaña
- 2016
  -  Oro en ciclismo de montaña
- 2018
  -  Plata en ciclismo de montaña
- 2019
  -  Plata en ciclismo de montaña
- 2022
  -  Bronce en ciclismo de montaña